# Dulce (álbum de Sebastián Yepes)
Dulce es el segundo álbum como solista del cantante de colombiano Sebastián Yepes, exintegrante de la agrupación Sanalejo.
En agosto de 2012 fueron distribuidas 25 000 copias del álbum con la revista Shok en Colombia.

## Sencillos
- Aprenderé
- Ay Dios, Adiós
- Dulce

## Lista de canciones
| Dulce |                                          |              |          |  |
| N.º   | Título                                   | Escritor(es) | Duración |  |
| 1.    | «Dulce»                                  |              |          |  |
| 2.    | «¿Tu y yo que venimos siendo?»           |              |          |  |
| 3.    | «Cuando quieras»                         |              |          |  |
| 4.    | «Frases de cajón»                        |              |          |  |
| 5.    | «Lo he probado todo» (con Esteman)       |              |          |  |
| 6.    | «Aprenderé»                              |              |          |  |
| 7.    | «Hasta el día»                           |              |          |  |
| 8.    | «Vamos a pecar»                          |              |          |  |
| 9.    | «Quien pa' ti»                           |              |          |  |
| 10.   | «Ay dios, adiós»                         |              |          |  |
| 11.   | «Mis huellas en tus manos» (con Fonseca) |              |          |  |
| 12.   | «Elvia» (instrumental)                   |              |          |  |
| 13.   | «Ya te olvide»                           |              |          |  |